# Sankt Nikolai im Sausal
Sankt Nikolai im Sausal est une commune autrichienne du district de Leibnitz en Styrie.